# Silailja
Silailja är en ort i Mexiko.   Den ligger i kommunen Oxchuc och delstaten Chiapas, i den sydöstra delen av landet, 800 km öster om huvudstaden Mexico City. Silailja ligger 1 219 meter över havet och antalet invånare är 282.
Terrängen runt Silailja är huvudsakligen kuperad, men åt nordväst är den platt. Runt Silailja är det ganska glesbefolkat, med 38 invånare per kvadratkilometer. Närmaste större samhälle är Ocosingo, 16,8 km norr om Silailja. I omgivningarna runt Silailja växer i huvudsak städsegrön lövskog.